# Vortex de déchets de l'Atlantique nord

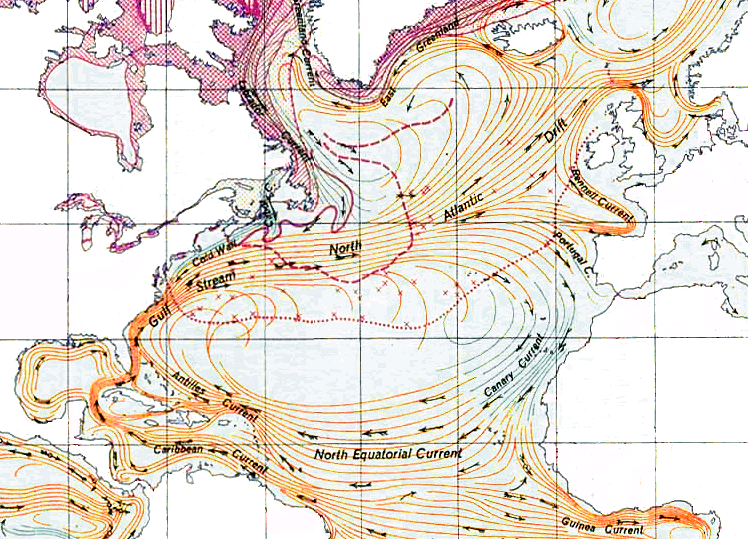
Gyre de l'Atlantique nord

Le vortex (ou gyre) de déchets de l'Atlantique nord (en anglais : The North Atlantic Garbage Patch) est une zone de déchets marins occupant le gyre océanique de l'Atlantique nord, dans la mer des Sargasses. Son existence a été découverte en 2010 alors que celle du vortex de déchets du Pacifique nord était déjà connue. On estime sa longueur à plusieurs centaines de kilomètres et sa densité serait de 200 000 débris au kilomètre carré,.

## Recherches
Des océanographes de la Sea Education Association observent ce phénomène depuis 1986 : ils comptent notamment les morceaux de plastique récoltés dans un filet traîné par un navire. Les résultats de leurs mesures, entre 1986 et 2008, montrent la présence de matière plastique dans 60 % des cas (essentiellement le polyéthylène et le polypropylène). Cependant, la quantité de morceaux de plastique piégés au centre de l'Atlantique nord n'a pas augmenté depuis plus de vingt ans. Plusieurs hypothèses sont émises : les polymères des plastiques peuvent se fragmenter jusqu'à atteindre des tailles microscopiques (voire se décomposer en monomères et bisphénol A toxiques pour la faune marine), insaisissables par un filet mais pas par les organismes filtreurs du plancton qui pourront donc en ingérer ; ils peuvent aussi se fixer sur des organismes marins puis couler avec eux lors de leur mort ; enfin il se peut que les humains gèrent de mieux en mieux leurs déchets.
Ces déchets ne présentent pas encore de danger pour la navigation du fait de leur globale petitesse et de leur densité au kilomètre carré. Pour l'instant, le principal danger est l'ingestion de particules polymères par les organismes marins.
En 2014, une mission scientifique française, l'expédition 7e continent, s'est rendue sur place afin d'étudier ce gyre nord-atlantique. En 2015, celui-ci a été exploré par l'expédition franco-suisse Race for water.